# Ростов (Ямпольский район)
Ростов (укр. Ростов) — село,
Ямпольский поселковый совет,
Ямпольский район,
Сумская область,
Украина.
Код КОАТУУ — 5925655108. Население по переписи 2001 года составляло 101 человек .

## Географическое положение
Село Ростов находится на левом берегу реки Ивотка,
выше по течению на расстоянии в 2 км расположен пгт Ямполь.
На расстоянии в 1 км расположено село Прудище.
К селу примыкает большой лесной массив(сосна, дуб).